# Расстрелы заключённых в Тернополе (1941)
Расстрелы заключённых в Тернополе в июне-июле 1941 года — советское военное преступление, совершённое во время Второй Мировой войны. Ликвидация тюрьмы в Тернополе путем массового уничтожения узников, проведенная советскими карательными органами в конце июня 1941 года. Одна из многих так называемых тюремных расправ, совершённых НКВД после начала немецкого вторжения в СССР. Жертвами преступления стали от нескольких сотен до тысячи заключенных.

## Предыстория
Тарнополь находился в составе СССР с сентября 1939. Люди, задержанные НКВД, содержались в местной тюрьме. Это была одна из четырех советских тюрем, действующих в Тарнопольской области; в официальных документах она именовалась «Тюрьма №1».
Согласно советским данным, количество узников в Тарнопольской тюрьме по состоянию на 10 июня 1941 г. составляло 1592 человека. С другой стороны, в начале германо-советской войны в камерах уже находилось 1790 заключенных.
После начала войны 24 июня 1941 года нарком внутренних дел Лаврентий Берия приказал региональным управлениям НКВД расстрелять всех политических заключенных, содержащихся в западных регионах СССР, эвакуация которых вглубь страны была невозможна. Согласно приказу Берии, осужденные за «контрреволюционную деятельность», «антисоветскую деятельность», саботаж и подрывную деятельность, а также подследственные политзаключенные должны были быть казнены.

## Ход резни
Сохранившиеся советские архивы показывают, что 217 заключенных были освобождены после начала немецкого вторжения, большинство из них были осуждены за мелкие преступления. НКВД также предприняло попытку эвакуировать некоторых заключенных, колонна от 1000 до 1200 узников была выведена из города. Среди них было много представителей польской интеллигенции, арестованных после начала германо-советской войны. Узников гнали на восток пешком, убивая всех, кто пытался бежать или не имел сил идти дальше. В Волочиске или Подволочиске заключенных загружали в поезда и отправляли дальше на восток. В перечне отправлений и движения транспорта из тюрем НКВД Украинской ССР было указано, что транспорт направлялся сначала на Курск, а затем на Урал. В конце концов, 903 заключенных из Тарнополя должны были добраться до Верхнеуральска.
Некоторые из политзаключенных НКВД были убиты на месте. О резне стало известно 3 июля, уже после эвакуации советских войск из Тарнополя. В это время жители города ворвались в тюрьму в поисках арестованных родственников и друзей. В подвале здания они обнаружили братскую могилу, засыпанную тонким слоем земли, и комнату, заполненную трупами. Кроме того, во внутреннем дворе была обнаружена еще одна братская могила, которую НКВД попыталось замаскировать, засыпав землёй. Свидетели сообщили, что многие тела были либо зарезаны, либо находились в состоянии серьезного разложения. Среди тел убитых заключенных были обнаружены тела десяти немецких солдат — трех горных стрелков и семи летчиков Люфтваффе — убитых после взятия в плен.
Согласно документам НКВД было расстреляно 560 заключенных, а при конвоировании пешей колонны 18 человек были убиты «при попытке к бегству».
Большинство жертв были украинцами. Среди убитых были и 25 членов польского Движения Сопротивления, в том числе их командир Чеслав Фрич. Все они были арестованы в начале июня 1941 г.. Кроме того, были расстреляны восемь членов польской подпольной молодежной организации из Золочева, арестованных в конце ноября 1939 г.

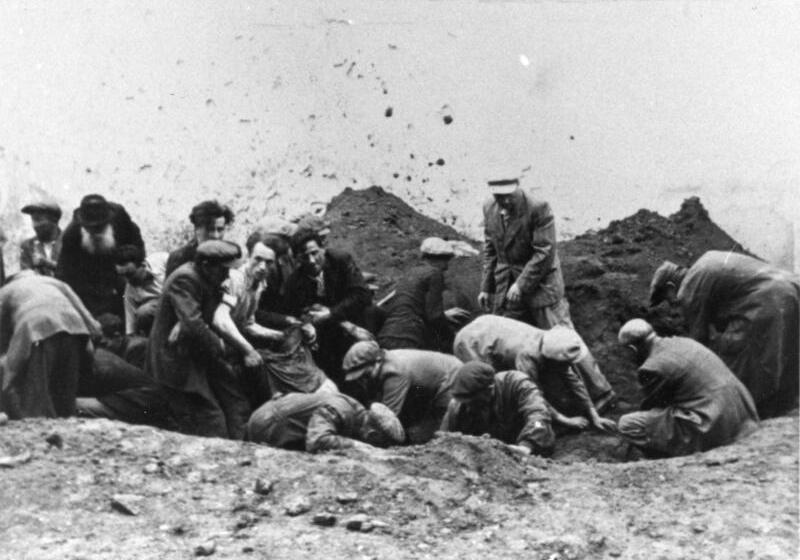
Евреи, вынужденные работать над эксгумацией жертв НКВД. Двор тюрьмы в Тарнополе

Как и в случае со многими другими массовыми убийствами в тюрьмах на Западной Украине, вина за преступления НКВД была возложена на еврейское население, которое, согласно стереотипу «Жидокоммуны», полностью отождествлялось с советской системой и ее политикой террора. После того, как немецкая армия вошла в Тарнополь, группа местных евреев и пленных красноармейцев была вынуждена работать над эксгумацией тел, найденных в тюрьме. С 3 по 9 июля, в городе произошёл погром в ходе которого было убито от 4,6 до 4,7 тыс. евреев.